# Neofleutiauxia
Neofleutiauxia là một chi bọ cánh cứng trong họ 
Elateridae.
Chi này được miêu tả khoa học năm 1987 bởi Platia.

## Các loài
Các loài trong chi này gồm:
- Neofleutiauxia fruhstorferi (Platia, 1986)
- Neofleutiauxia girardi (Platia, 1986)
- Neofleutiauxia mariejoseae (Platia, 1986)
- Neofleutiauxia osellai (Platia, 1986)
- Neofleutiauxia valentinae (Platia, 1986)